# Jitka Molavcová
Jitka Molavcová (ur. 17 marca 1950 w Pradze) – czeska piosenkarka i aktorka.
W 1970 roku zdobyła pierwszą nagrodę w konkursie Talent, w 1989 r. nagrodę za grę aktorską w filmie Jonáš a Melicharová, w 1990 r. nagrodę Vlasty Buriana jako najlepszy komik roku, w 1996 r. nagrodę Talii (Cena Thálie) za rolę Dolly w musicalu Hello Dolly, w 1997 r. nagrodę organizacji Masarykova akademie umění za działalność artystyczną.

## Dyskografia
- 1972: Hej, Tóny/Dám ti růži – Supraphon 0 43 1308 h, SP
- 1973: Babiččino údolí/Teď hádej – Supraphon 0 43 1533 h, SP[3]
- 1973: Miláčku/Orchestrion z ráje – Supraphon 0 43 1917 h, SP
- 1975: Jitka Molavcová – Supraphon 1 13 1549 H, LP[4]
- 1990: Na okně seděla kočka... – Supraphon, LP (podtytuł: ...ale už nesedí. Kde je? Tomu, kdo ji najde zazpívá Jitka Molavcová 17 veselých písniček)[5]
- 1994: Já mám ráda komiky – Jitka Molavcová zpívá písničky slavných komiků – Multisonic 31 0216-2311, CD
- 1997: Písně zbožné, milostné a darebné – Hudba a poezie středověku – Jitka Molavcová, Alfred Strejček, Pavel Jurkovič – CD[6]
- 1998: Zpívánky s Jitkou Molavcovou – Sony Music / Bonton, CD
- 2005: Teď hádej – CD
- 2010: Pop galerie – Supraphon, CD